# Cattedrale del Cristo (Garden Grove)
La cattedrale del Cristo, fino a qualche anno fa Crystal Cathedral (cattedrale di Cristallo), è una chiesa cristiana situata a Garden Grove, nella contea di Orange, nello Stato della California. Originariamente una chiesa protestante, è oggi sede della diocesi cattolica di Orange.
L'edificio è realizzato in vetro riflettente e fu progettato dall'architetto americano postmoderno Philip Johnson. Può ospitare 2 248 persone. La chiesa fu pubblicizzata come "il più grande edificio di vetro del mondo" quando fu completata nel 1981. L'edificio ha uno dei più grandi strumenti musicali del mondo, l'organo Hazel Wright Memorial.
Fino al 2013, l'edificio era il principale luogo di culto della congregazione della cattedrale di cristallo (ora Shepherd's Grove), un gruppo affiliato alla Chiesa riformata in America, fondata nel 1955 da Robert H. Schuller. Nell'ottobre del 2010 la congregazione presentò istanza di fallimento e nel febbraio del 2012 vendette l'edificio e la proprietà adiacente alla diocesi di Orange in California che decise di farne la nuova cattedrale. L'edificio, in particolare l'interno, fu rinnovato per ospitare la liturgia cattolica romana, pur mantenendo alcune delle sue caratteristiche architettoniche distintive.
Dopo il completamento della costruzione, il 17 luglio 2019 l'edificio fu consacrato e ribattezzato formalmente "cattedrale del Cristo".
Attualmente la parrocchia conta 4 500 famiglie di fedeli.

## Storia

### Origini e costruzione

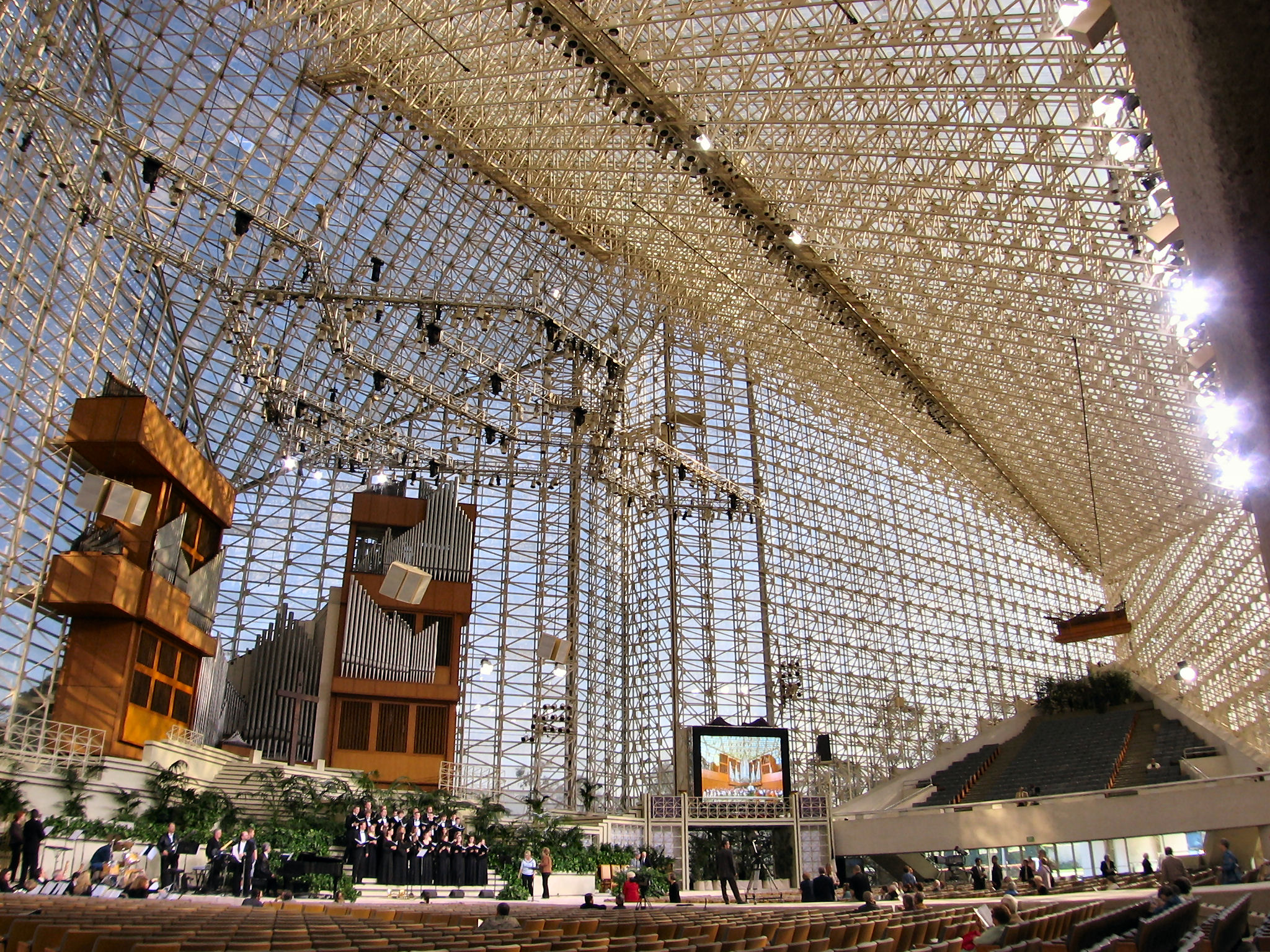
L'interno della cattedrale nel 2005.

La Garden Grove Community Church venne fondata nel 1955 da Robert H. Schuller e da sua moglie Arvella. Affiliata alla Chiesa riformata in America, la congregazione inizialmente si riuniva in uno spazio affittato dall'Orange Drive-In Theatre.
Nel 1961 la congregazione si trasferì in un nuovo santuario progettato dall'architetto Richard Neutra. Nel 1968 la congregazione completò la Torre della Speranza, un edificio con spazi per uffici e aule, ma la continua crescita di fedeli portò alla necessità di una nuova struttura. Schuller immaginò una struttura unica con pareti in vetro e incaricò del progetto l'architetto Philip Johnson. Egli voleva diffondere il suo messaggio attraverso l'architettura. Fu ispirato dal legame della religione con la natura, infatti affermava che la spiritualità si esprimeva al meglio a contatto con il cielo e il mondo circostante, non in un ambiente chiuso da strutture pesanti.
Il progetto fu una conseguenza del riesame di Johnson delle opere dell'architetto espressionista tedesco Hermann Finsterlin. La costruzione della cattedrale di cristallo iniziò nel 1977 e fu completata nel 1980. In totale costò 18 milioni di dollari. Le lastre di vetro rettangolari firmate che compongono l'edificio non sono imbullonate alla struttura ma incollate con una colla a base di silicone. Questa e altre misure hanno lo scopo di consentire alla costruzione di resistere a un terremoto di magnitudo 8.0. L'edificio fu costruito utilizzando oltre 10 000 lastre di vetro rettangolari.
Passando dal vecchio santuario di Neutra al nuovo santuario di Johnson nel 1981, la congregazione cambiò il suo nome in "Congregazione della cattedrale di cristallo", un'allitterazione derivata dall'aspetto dell'edificio. In effetti, la costruzione non è fatto di cristallo né intendeva essere una vera cattedrale - cioè una chiesa che ospita la sede ufficiale del vescovo (la cattedra) - da quella congregazione. Nel 1990 fu aggiunta la guglia della preghiera.

### Fallimento del 2010

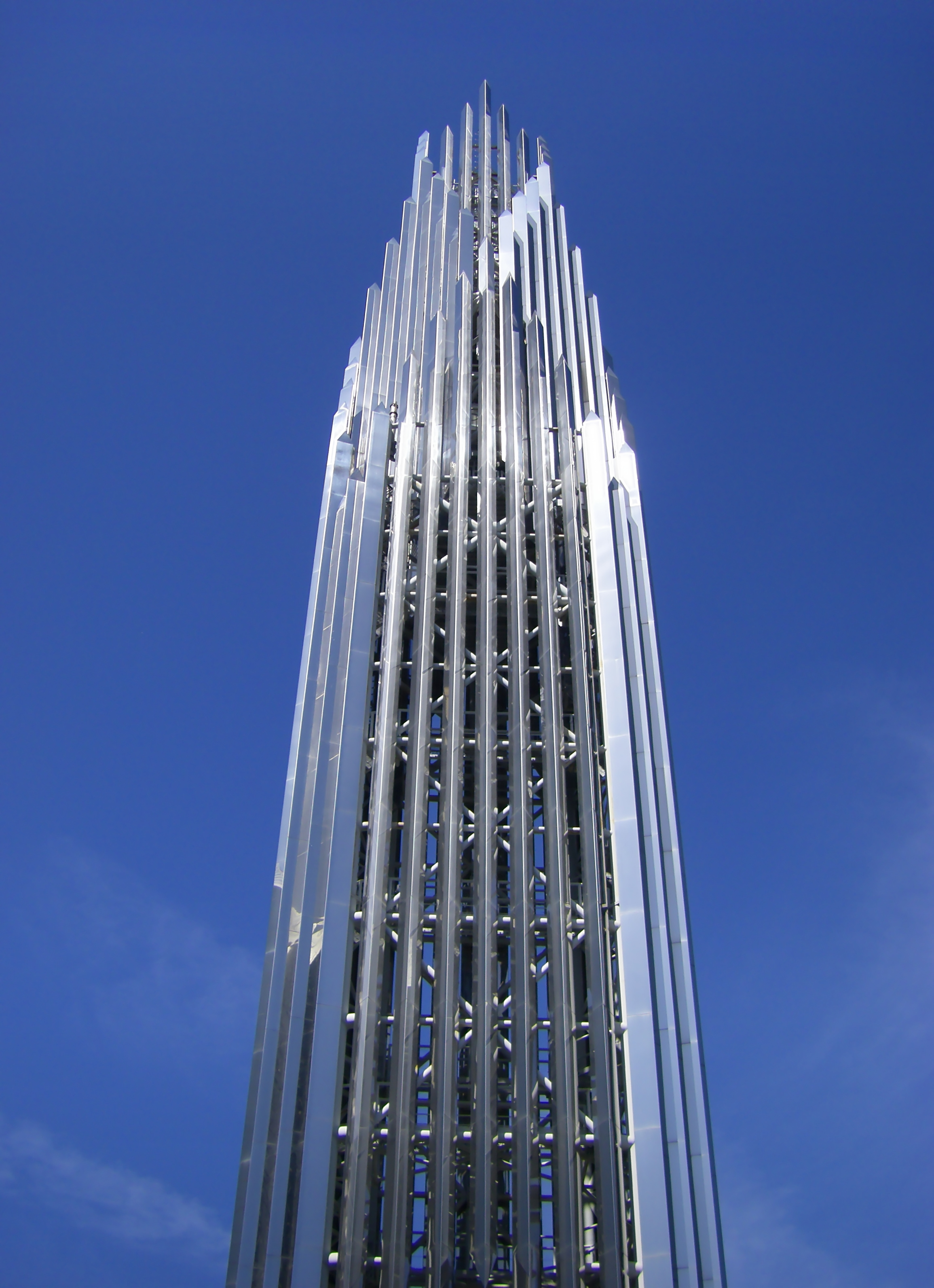
Torre della preghiera nel 2009.

A partire dal 2010 i creditori della Congregazione della cattedrale di cristallo intentarono azioni legali per raccogliere denaro dopo che non erano stati pagati per aver fornito beni, servizi e trasmissioni televisive per The Hour of Power, il programma televisivo della congregazione. Un membro del consiglio dichiarò che il debito totale era di 55 milioni di dollari. Il consiglio di amministrazione della Congregazione presentò istanza di fallimento il 18 ottobre 2010, citando 43 milioni di dollari di debito divisi tra un mutuo di 36 milioni e 7,5 milioni di altri debiti. I funzionari affermarono di aver cercato di negoziare i pagamenti ma dopo che furono citati in giudizio e che vennero emesse le sentenze di sequestro, la Congregazione dovette per forza dichiarare il fallimento.
La Congregazione ricevette offerte di acquisto da un gruppo di investimenti immobiliari e dalla vicina Università Chapman.

### Acquisto da parte della diocesi di Orange
Il 7 luglio 2011 la diocesi cattolica romana di Orange, che da tempo progettava di costruire una nuova e più grande cattedrale all'interno o nei dintorni della città, annunciò che era "potenzialmente interessata" ad acquistare la proprietà della chiesa per usarla in futuro come sua cattedrale diocesana. Due settimane dopo, la diocesi aumentò la sua offerta iniziale da 50 a 53,6 milioni di dollari includendo un contratto di affitto dell'edificio per la Congregazione protestante a tassi inferiori a quelli di mercato per un certo periodo di tempo. Il 17 novembre 2011 un giudice federale approvò la vendita della cattedrale di cristallo alla diocesi per 57,5 milioni, un prezzo molto conveniente rispetto ai 100 milioni stimati per una costruzione ex-novo.
Pochi giorni dopo la sentenza del giudice, il quotidiano italiano La Stampa utilizzò un'immagine della cattedrale di cristallo per illustrare un articolo che riportava l'istituzione di una commissione vaticana "per porre fine alle chiese in stile garage, strutture dalle forme audaci che rischiano di denaturare i luoghi moderni per il culto cattolico". Il Vaticano approvò l'uso dell'edificio due settimane dopo la sentenza del giudice.
La vendita alla diocesi fu completata il 3 febbraio 2012. Secondo i termini, La Congregazione della cattedrale di cristallo avrebbero potuto affittare la maggior parte della proprietà, compresa la chiesa, per un massimo di tre anni. La diocesi offrì un contratto di locazione a lungo termine nella vicina chiesa di San Callisto, una parrocchia che la diocesi trasferì in seguito nella nuova proprietà e ribattezzata "parrocchia della cattedrale del Cristo". Il trasferimento del cimitero situato nella proprietà fu immediato e la diocesi trasferì lì i suoi uffici poco dopo. Tod David Brown, all'epoca vescovo di Orange, dichiarò che la diocesi avrebbe assunto un architetto per rinnovare l'interno della struttura per renderla adatta alla liturgia cattolica romana ma che non intendeva cambiare sostanzialmente l'esterno.

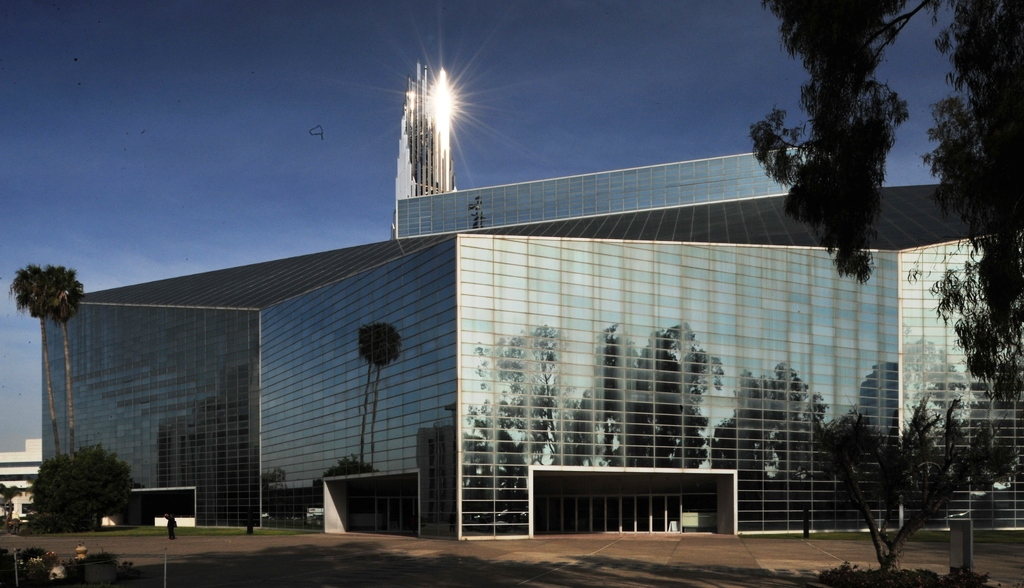
La chiesa nel 2011.

Il 9 giugno 2012 la diocesi annunciò che la nuova parrocchia sarebbe stata conosciuta come "cattedrale del Cristo" quando sarebbe diventata la nuova cattedrale diocesana, e che padre Christopher Smith sarebbe stato rettore e vicario episcopale. Il nuovo nome patronale della chiesa fu designato dalla Santa Sede anche se vennero ascoltati i suggerimenti della diocesi e dei suoi membri. Nell'ottobre del 2012 la diocesi tenne il suo primo evento nella cattedrale, la 7ª colazione di preghiera cattolica della contea di Orange. Nell'ambito dell'evento ci fu un momento di preghiera. La diocesi preferì non celebrare ufficialmente la messa nell'edificio fino alla sua consacrazione, dopo il completamento dei lavori di rinnovamento. Nel frattempo, l'ex parrocchia di San Callisto che si era trasferita nella nuova proprietà, ora ufficialmente chiamata parrocchia della cattedrale del Cristo, teneva le messe e le altre liturgie in un altro edificio della proprietà noto come l'Arboretum. Questo edificio serviva da chiesa per la congregazione di Schuller prima dell'apertura dell'edificio della cattedrale di cristallo.

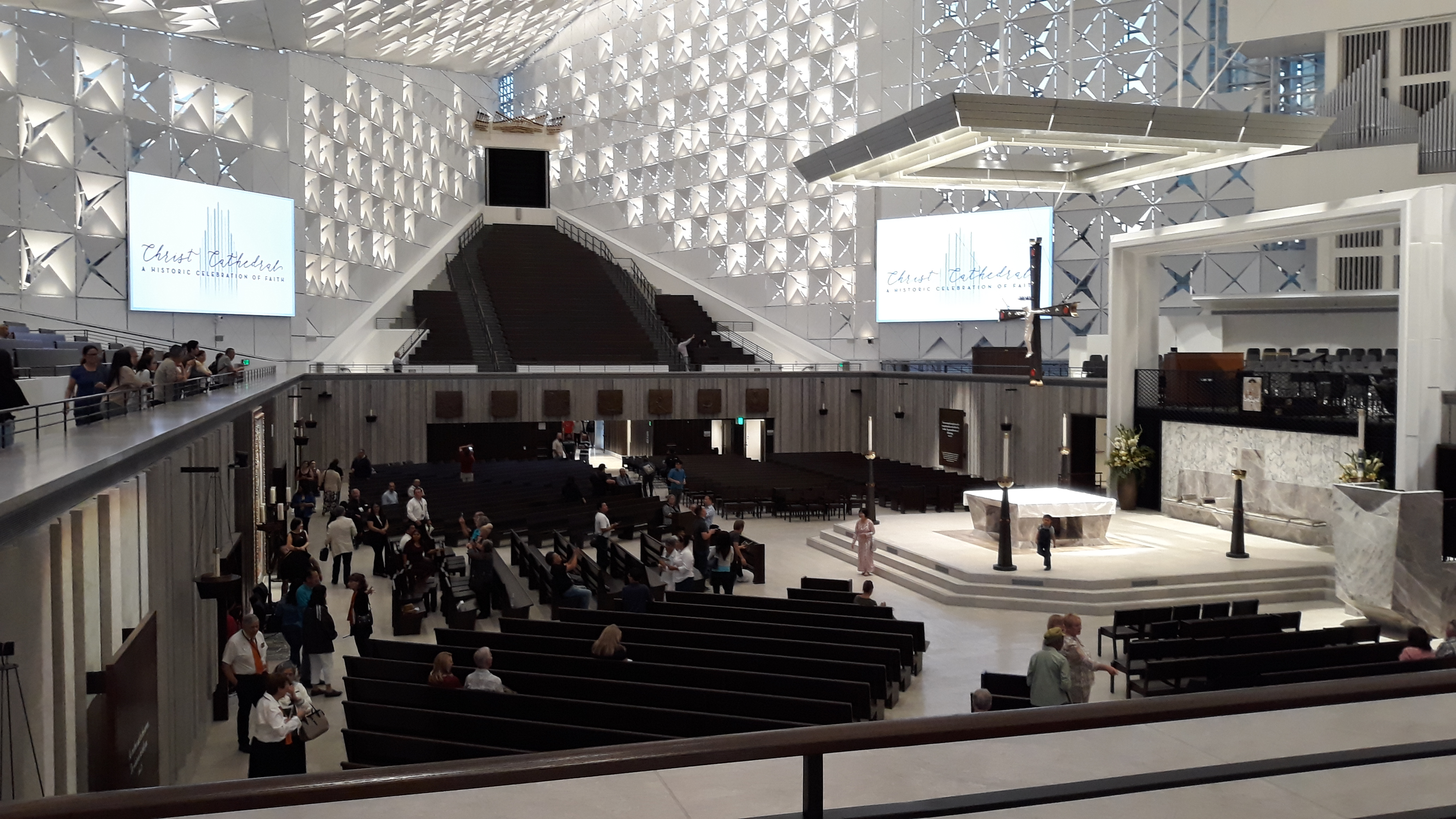
L'interno della cattedrale del Cristo nel 2019, dopo il rito di dedicazione.

La congregazione protestante tenne il suo ultimo servizio di culto presso l'edificio il 30 giugno 2013. Il 7 luglio successivo la congregazione tenne il suo primo servizio nel vicino Shepherd's Grove, la proprietà dell'ex chiesa di San Callisto. Il nuovo indirizzo è 12921 Lewis Street, Garden Grove Boulevard, un miglio a sud del palazzo della cattedrale di cristallo. Allo stesso tempo, la parrocchia di San Callisto si trasferì nella nuova chiesa e iniziò a tenere le messe. Anche la scuola cattolica "San Callisto" si trasferì nell'ex sede della Crystal Cathedral Academy, cambiando il suo nome in Christ Cathedral Academy, nel settembre del 2013.
Il 24 settembre 2014 pubblicò i suoi progetti di rifacimento dell'edificio. Erano previsti ampi cambiamenti all'interno intesi a rendere l'edificio più adatto al rituale cattolico "centrato sull'altare" pur mantenendo alcune qualità del progetto originale. Le pareti di vetro furono rivestite con "petali" angolati che riducono la quantità di luce esterna, ritenuta fonte di distrazione dall'altare. Allo stesso tempo, i petali presentano luci rivolte verso l'esterno per migliorare la visibilità dell'edificio durante la notte, producendo un effetto descritto come una "scatola di stelle". Il percorso dal parcheggio alla piazza è fiancheggiato da piante di mirto, che simboleggiano l'"inizio" della santità in progressione verso l'altare. L'organo Hazel Wright fu smontato e rispedito in Italia per un lungo restauro. Fu ridipinto di bianco in modo da non distrarre dall'altare. Per riflettere la multietnicità della comunità cattolica nella regione, il reliquiario del suo altare custodisce reliquie di santi di origine americana, coreana, messicana e vietnamita, tra cui i martiri canadesi, Andrea Dũng Lạc, Junípero Serra, Andrea Kim Taegon e Rafael Guízar Valencia. Venne realizzata anche una cappella per il Santissimo Sacramento.
Dal ricavato di una campagna di raccolta fondi chiamata "For Christ Forever", tenutasi nel 2012, la diocesi stanziò 59 milioni di dollari per i costi di ristrutturazione della cattedrale. Nel 2014 un benefattore anonimo contribuì con 20 milioni di finanziamenti aggiuntivi. Tuttavia, successivamente fu scoperto che le stime dei costi erano stati raggiunti senza "uno studio serio o raccomandazioni professionali". Nel luglio del 2016 fu stimato che il costo totale dei lavori di ristrutturazione, come inizialmente previsti, sarebbero stati pari a 108 milioni di dollari. La diocesi istituì una task force per ridurre il costo del progetto a 72 milioni di dollari. L'obiettivo fu raggiunto realizzando un altare di marmo impiallacciato invece che di marmo massiccio, utilizzando una fonte di pietra a basso costo di qualità equivalente anziché importata dall'Italia e progettando di "mantenere intatte le ossa dell'edificio". Il 25 maggio 2017 la diocesi incaricò l'appaltatore generale Snyder Langston per i lavori di rinnovo che partirono il 1º giugno successivo. La loro conclusione era prevista per la fine del 2018.
Il 29 giugno 2018 il vescovo di Orange Kevin William Vann indisse un "anno santo di preparazione" in vista della consacrazione. Il 13 luglio 2019 ebbe luogo una celebrazione formale e un concerto della Pacific Symphony in vista della messa di dedicazione. La messa solenne di dedicazione si tenne il 17 luglio 2019 e fu presieduta da monsignor Kevin William Vann che dedicò solennemente l'ex edificio della cattedrale di cristallo come cattedrale del Cristo e l'edificio assunse canonicamente quel nome.

## Caratteristiche architettoniche
Dall'esterno, la chiesa, di dimensioni possenti e rivestita completamente in stoffa e vetro, appare come una gigantesca forma cristallina lungo la superstrada, e si guadagnò dcosì l'appellativo di "cattedrale di cristallo". Lo schema dell'impianto è a croce latina, realizzata in maniera tale che tutti i posti a sedere siano il più vicini possibili al coro. L'intero complesso è trasformato in una stella a 4 punte, attraverso la riduzione della navata centrale e l'ampliamento del transetto.
I fedeli accedono al complesso, che dispone di 2 736 posti a sedere, attraverso 3 punti che si trovano nella parte inferiore dei balconi. La navata centrale è fiancheggiata da fontane zampillanti, che interrompono il loro movimento nel momento in cui la liturgia lo richiede.
Due porte alte 27 metri possono essere aperte in maniera automatizzata nel caso in cui ci sia un'affluenza molto alta, consentendo ai fedeli presenti nel parcheggio della chiesa di poter ascoltare la celebrazione. La chiesa non è dotata di aria condizionata ma è protetta dalla luce solare grazie al vetro riflettente e ventilato che si attivata grazie alle finestre motorizzate.
Nel 1990 il reverendo Schuller commissionò a Philip Johnson la progettazione e la realizzazione di un campanile alto 240 metri realizzata in acciaio e rivestito da prismi in acciaio ossidato, con una cappella di marmo alla base.

## Organo a canne

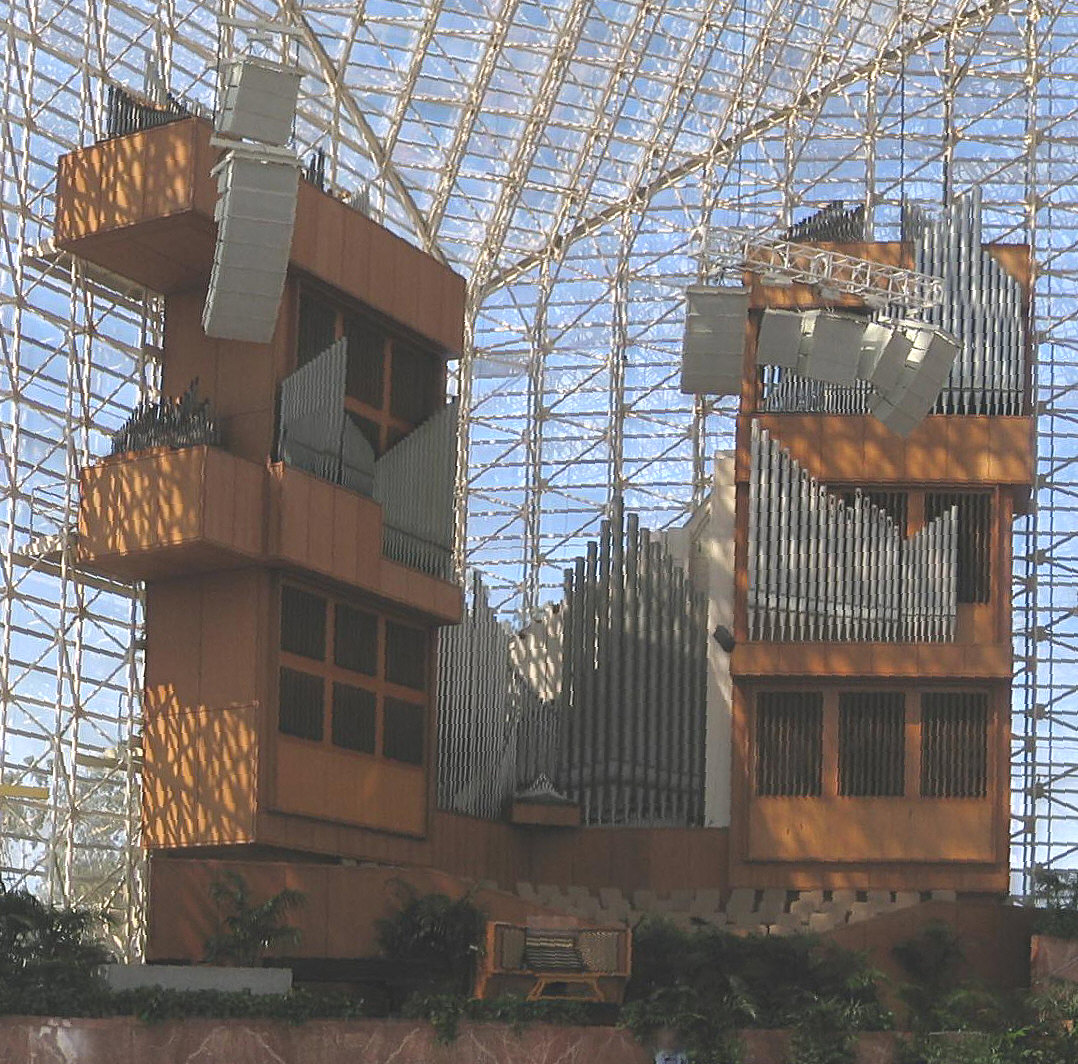
L'organo della cattedrale.

L'organo a canne della cattedrale è uno dei più grandi organi a canne del mondo. Dal 2008 conta ben 270 registri per un totale di 16 061 canne. Dispone di due consolle di 5 manuali ciascuna. L'organo fu costruito grazie alla donazione di 2 milioni di dollari da parte di Hazel Wright, un telespettatore del programma televisivo della chiesa stessa intitolato Hour of Power, dall'azienda italiana Fratelli Ruffatti su progetto di Virgil Fox e successivamente ampliato a cura di Frederick Swann. Lo strumento incorpora il grande organo a canne Aeolian-Skinner costruito originariamente nel 1962 per la Avery Fisher Hall di New York e l'organo Ruffatti che era presente nel precedente santuario della chiesa nel 1977. A partire dal 1982, anno di inaugurazione dell'attuale organo, Frederick Swann fu l'organista e direttore musicale della cattedrale. Durante la sua permanenza in carica 16 anni (1982-1998), era ampiamente considerato come l'organista più in vista nel mondo. In più di 165 paesi fu visto e sentito suonare questo organo durante gli episodi televisivi della trasmissione settimanale Hour of Power. Dopo che la bancarotta della congregazione riformata proprietaria della costruzione, l'intero edificio venne venduto alla diocesi cattolica di Orange. Essa avviò un'operazione di ristrutturazione dell'organo del costo di circa 2 milioni di dollari ad opera dei Fratelli Ruffatti. L'organo venne rimosso nel febbraio del 2014 nel corso di una settimana e spedito a Padova per il restauro. A fine restauro venne re-installato.

### Disposizione fonica
| I - Choir (Secondo livello, Torre est) |       |  |
| Gemshorn                               | 16′   |  |
| Viola Pomposa                          | 8′    |  |
| Viola Céleste                          | 8′    |  |
| Cor de Nuit                            | 8′    |  |
| Flauto Dolce                           | 8′    |  |
| Flauto Céleste                         | 8′    |  |
| Prinzipal                              | 4′    |  |
| Koppelflöte                            | 4′    |  |
| Rohrnasat                              | 2/3′  |  |
| Prinzipal                              | 2′    |  |
| Zauberflöte                            | 2′    |  |
| Tierce                                 | 13/5′ |  |
| Larigot                                | 1/3′  |  |
| Scharff IV                             |       |  |
| Fagotto                                | 16′   |  |
| Petite Trompette                       | 8′    |  |
| Clarinet                               | 8′    |  |
| Fagotto (Fagotto 16′)                  | 4′    |  |
|                                        |       |  |
| Tremulant                              |       |  |
|                                        |       |  |
| Millennial Trumpet (Gallery Great)     | 8′    |  |
| Harp                                   | 8′    |  |
| Harp (Harp 8′)                         | 4′    |  |

| II - Great (Terzo Livello, Torre ovest) |       |
| Montre                                  | 16′   |
| Kontra Geigen                           | 16′   |
| Bourdon                                 | 16′   |
| Diapason                                | 8′    |
| Principal Major                         | 8′    |
| Principal                               | 8′    |
| Flûte harmonique                        | 8′    |
| Spitzflöte                              | 8′    |
| Spitz Céleste                           | 8′    |
| Gross Quinte                            | 51/3′ |
| Oktave                                  | 4′    |
| Oktav                                   | 4′    |
| Flûte Ouverte                           | 4′    |
| Flûte a Cheminée                        | 4′    |
| Gross Tierce                            | 31/5′ |
| Quinte                                  | 2/3′  |
| Sesquialtera II                         |       |
| Jeu de Tierce II                        |       |
| Super Octave                            | 2′    |
| Fifteenth                               | 2′    |
| Blockflöte                              | 2′    |
| Grand Fourniture II-VII                 |       |
| Ripieno IV                              |       |
| Mixture IV-VI                           |       |
| Cimbalo IV                              |       |
| Zimbel III-V                            |       |
| Contre Trompette                        | 16′   |
| Posaune                                 | 16′   |
| Fagotto (Choir)                         | 16′   |
| Trompette                               | 8′    |
| Trompete                                | 8′    |
| Clairon                                 | 4′    |
| Chimes                                  |       |
| Cembalo                                 |       |

| II - Gallery Great (Organo in galleria, Lato Ovest) |      |
| Grande Montre (Gallery Pedal)                       | 16′  |
| Holz Principal                                      | 8′   |
| Holzgedeckt                                         | 8′   |
| Octave                                              | 4′   |
| Koppelflöte                                         | 4′   |
| Fifteenth                                           | 2′   |
| Nineteenth                                          | 1/3′ |
| Twenty-Second                                       | 1′   |
| Fourniture V                                        |      |
| Zimbel IV                                           |      |
| Contra Trompette                                    | 16′  |
| Trompette                                           | 8′   |
| Clairon                                             | 4′   |
| Millennial Trumpet (en chamade)                     | 8′   |
| Herald Trumpet (Solo)                               | 8′   |

| II Hoofdwerk (Primo Livello, Torre est) |     |
| Praestant                               | 8′  |
| Holpijp                                 | 8′  |
| Quintadeen                              | 8′  |
| Octaaf                                  | 4′  |
| Fluit                                   | 4′  |
| Super Octaaf                            | 2′  |
| Mixtuur V                               |     |
| Scherp IV                               |     |
| Bazuin                                  | 16′ |
| Trompet                                 | 8′  |

| III - Swell (Primo livello, Torri est ed ovest) |       |
| Flûte Courte                                    | 16′   |
| Quintadena                                      | 16′   |
| Gambe (digital)                                 | 16′   |
| Gambe (digital)                                 | 8′    |
| Montre                                          | 8′    |
| Principal                                       | 8′    |
| Viole de Gambe                                  | 8′    |
| Viole Céleste                                   | 8′    |
| Erzahler                                        | 8′    |
| Erzahler Céleste                                | 8′    |
| Flûte Couverte                                  | 8′    |
| Bourdon                                         | 8′    |
| Flauto Dolce                                    | 8′    |
| Prestant                                        | 4′    |
| Octave                                          | 4′    |
| Flûte à Pavillon                                | 4′    |
| Cor de Nuit                                     | 4′    |
| Nazard                                          | 2/3′  |
| Doublette                                       | 2′    |
| Flûte à Bec                                     | 2′    |
| Tierce                                          | 13/5′ |
| Larigot                                         | 1/3′  |
| Piccolo                                         | 1′    |
| None                                            | 8/9′  |
| Plein jeu III                                   |       |
| Ripieno V                                       |       |
| Cymbale III                                     |       |
| Bombarde                                        | 16′   |
| Contre Trompette                                | 16′   |
| Basson                                          | 16′   |
| Première Trompette                              | 8′    |
| Deuxième Trompette                              | 8′    |
| Hautbois d'Orchestre                            | 8′    |
| Hautbois                                        | 8′    |
| Voix Humaine                                    | 8′    |
| Première Clairon                                | 4′    |
| Deuxième Clairon                                | 4′    |
| Cornet V                                        |       |
|                                                 |       |
| Tremulant                                       |       |

| III - Borstwerk (Primo livello, Torre ovest) |     |
| Pörfluit                                     | 8′  |
| Speelfluit                                   | 4′  |
| Gemshoorn                                    | 2′  |
| Tertiaan II                                  |     |
| Terzcymbel III                               |     |
| Buntcymbel III                               |     |
| Baarpijp                                     | 16′ |
|                                              |     |
| Tremulant                                    |     |

| IV - Solo (Secondo Livello, Torre ovest) |      |
| Enclosed:                                |      |
| Gambe                                    | 8′   |
| Gambe Celeste                            | 8′   |
| Flauto Heroique (Celestial)              | 8′   |
| Doppelflöte                              | 8′   |
| Major Octave                             | 4′   |
| Orchestral Flute                         | 4′   |
| Quinte Flûte                             | 2/3′ |
| Octave                                   | 2′   |
| Harmonics VI                             |      |
| Gross Fourniture III                     |      |
| Cymbel IV                                |      |
| English Post Horn                        | 16′  |
| (from English Post Horn 8′)              |      |
| Trompette Harmonique                     | 8′   |
| English Post Horn                        | 8′   |
| English Horn                             | 8′   |
| French Horn                              | 8′   |
| Clairon Harmonique                       | 4′   |
|                                          |      |
| Not enclosed:                            |      |
| Flûte d'Arvella (Pedal)                  | 8′   |
| Tuba Magna                               | 16′  |
| Herald Trumpet                           | 8′   |
| Millennial Trumpet (Gallery Great)       | 8′   |
| Tuba Mirabilis                           | 8′   |
| Tuba Clairon                             | 4′   |
|                                          |      |
| Tremulant                                |      |

| V - Celestial (espressivo) (Galleria, Lato est) |     |
| Bourdon Doux                                    | 16′ |
| Flauto Dolce                                    | 16′ |
| Principal                                       | 8′  |
| Viola Pomposa                                   | 8′  |
| Viola Céleste                                   | 8′  |
| Flauto Dolce                                    | 8′  |
| Flauto Céleste                                  | 8′  |
| Flûte à Cheminée                                | 8′  |
| Principal                                       | 4′  |
| Italian Principal                               | 4′  |
| Flûte Traversière                               | 4′  |
| Sesquialtera II                                 |     |
| Doublette                                       | 2′  |
| Octavin                                         | 2′  |
| Plein jeu V                                     |     |
| Cymbale IV                                      |     |
| Jeu de Clochette II                             |     |
| Contre Trompette                                | 16′ |
| Ranquette                                       | 16′ |
| Trompette                                       | 8′  |
| Cor Anglais                                     | 8′  |
| Cromorne                                        | 8′  |
| Voix Humaine                                    | 8′  |
| Cor de Schuller                                 | 4′  |
| Chalumeau                                       | 4′  |
|                                                 |     |
| Tremulant                                       |     |

| V - Positiv (Quarto livello, Torre est) |      |
| Bourdon (Great)                         | 16′  |
| Principal                               | 16′  |
| Rohrflöte                               | 8′   |
| Prinzipal                               | 8′   |
| Spillflöte                              | 4′   |
| Oktav                                   | 4′   |
| Larigot                                 | 2′   |
| Sifflöte                                | 1/3′ |
| Scharff IV                              |      |
| Terz Zimbel III                         |      |
| Fagotto (Choir)                         | 16′  |
| Krummhorn                               | 8′   |
| Rohr Schalmei                           | 4′   |
|                                         |      |
| Tremulant                               |      |
|                                         |      |
| Tuba Mirabilis (Solo)                   | 8′   |

| Strings (espressivo) (assegnabile, Galleria, Lato ovest) |     |
| Viola                                                    | 16′ |
| Viola Céleste                                            | 16′ |
| Dulciana                                                 | 8′  |
| Unda Maris                                               | 8′  |
| Salicional                                               | 8′  |
| Voix Céleste                                             | 8′  |
| Dulcett                                                  | 8′  |
| Dulcett Céleste                                          | 8′  |
| Dulciana Céleste                                         | 8′  |
| Muted Viole 1                                            | 8′  |
| Viole 1 Céleste                                          | 8′  |
| Muted Viole 2                                            | 8′  |
| Viole 2 Céleste                                          | 8′  |
| Violoncello                                              | 8′  |
| Violoncello Céleste                                      | 8′  |
| Rohrpfeife                                               | 8′  |
| Nachthorn                                                | 4′  |
|                                                          |     |
| Tremulant                                                |     |

| Gospel (assegnabile, Galleria est) |     |
| Principal                          | 8′  |
| Octave                             | 4′  |
| Super Octave                       | 2′  |
| Mixture IV                         |     |
| Trompette en Chamade               | 16′ |
| Trompette en Chamade               | 8′  |
| Trompette en Chamade               | 4′  |

| Epistle (assegnabile, Galleria ovest) |     |
| Principal                             | 8′  |
| Octave                                | 4′  |
| Mounted Cornet V                      |     |
| Mixture V                             |     |
| Trompette en Chamade                  | 16′ |
| Trompette en Chamade                  | 8′  |
| Trompette en Chamade                  | 4′  |
| Trompette en Chamade                  | 2′  |

| Echo (espressivo) (40 m dal pavimento) |      |
| Fern Flute                             | 8′   |
| Vox Amorosa                            | 8′   |
| Voix Séraphique                        | 8′   |
| Chœur des Violes                       | 8′   |
| Divinare                               | 4′   |
| Rohr Nasat                             | 2/3′ |
| Oboe d'Amore                           | 8′   |
| Anthropoglossa                         | 8′   |
|                                        |      |
| Tremulant                              |      |

| Percussion C–                    |    |
| Tower Carillon                   |    |
| Harp (Choir)                     | 8′ |
| Celesta (Choir)                  | 4′ |
| Glockenstern (Positiv)           |    |
| Etoile de Grand Martin (Gallery) |    |
| Chancel Chimes (Choir, Great)    |    |
| Gallery Chimes (Celestial)       |    |
| Rosignol on Pedal I (Gallery)    |    |

| Pedal (Secondo livello, Torre ovest e Quarto Livello Torre est) |        |
| La Force                                                        | 64′    |
| (Ext. Double Diapason 32′)                                      |        |
| Diapason                                                        | 32′    |
| Kontra Geigen                                                   | 32′    |
| (Ext. Great: Kontra Geigen 16′)                                 |        |
| Contre Gambe (Swell)                                            | 32′    |
| Diapente Grave                                                  | 211/3′ |
| Diapason                                                        | 16′    |
| Contre Basse                                                    | 16′    |
| Contra Basso                                                    | 16′    |
| Principal (Great)                                               | 16′    |
| Geigen (Great)                                                  | 16′    |
| Montre (Great)                                                  | 16′    |
| Principal                                                       | 16′    |
| Bourdon                                                         | 16′    |
| Subbasso                                                        | 16′    |
| Gemshorn (Choir)                                                | 16′    |
| Flûte Courte (Swell)                                            | 16′    |
| Quintadena (Swell)                                              | 16′    |
| Quint                                                           | 102/3′ |
| Octave                                                          | 8′     |
| Principal                                                       | 8′     |
| Violone                                                         | 8′     |
| Geigen                                                          | 8′     |
| (Ext. Geigen 16′)                                               |        |
| Spitzflöte                                                      | 8′     |
| Principal (Positiv)                                             | 8′     |
| Bourdon                                                         | 8′     |
| (Bourdon 16′)                                                   |        |
| Bordone                                                         | 8′     |
| (Ext. Subbasso 16′)                                             |        |
| Gemshorn                                                        | 8′     |
| (Ext. Choir: Gemshorn 16′)                                      |        |
| Flûte Courte                                                    | 8′     |
| (Ext. Swell: Flûte Courte 16′)                                  |        |
| Octave Quinte                                                   | 51/3′  |
| Choralbass                                                      | 4′     |
| Octave                                                          | 4′     |
| Principal (Positiv)                                             | 4′     |
| Spillflöte                                                      | 4′     |
| Spireflöte                                                      | 4′     |
| Octave                                                          | 2′     |
| Spindleflöte                                                    | 2′     |
| (Ext. Spindleflöte 4′)                                          |        |
| Fourniture IV                                                   |        |
| Ripieno VI                                                      |        |
| Acuta II                                                        |        |
| Grand Cornet IV                                                 |        |
| Kontra Posaune                                                  | 32′    |
| Contra Fagotto                                                  | 32′    |
| Posaune                                                         | 16′    |
| Contre Trompette (Great)                                        | 16′    |
| Bombarde (Swell)                                                | 16′    |
| Basson (Swell)                                                  | 16′    |
| English Post Horn (Solo)                                        | 16′    |
| Fagotto (Choir)                                                 | 16′    |
| Trompette                                                       | 8′     |
| Trompette                                                       | 8′     |
| Fagotto                                                         | 8′     |
| (Ext. Choir: Fagotto 16′)                                       |        |
| Krummhorn (Positiv)                                             | 8′     |
| Klarine                                                         | 4′     |
| (Ext. Trompette 8′)                                             |        |
| Trompete                                                        | 4′     |
| (Ext. Trompette 8′)                                             |        |
| Rohr Schalmei (Positiv)                                         | 4′     |
| Zink (Positiv)                                                  | 2′     |
| Contra Bourdon (Electronic)                                     | 32′    |

| Gallery Pedal (Galleria, Lato est e al centro) |     |
| Untersatz                                      | 32′ |
| Montre le Tour                                 | 16′ |
| Open Wood                                      | 16′ |
| Bourdon                                        | 16′ |
| Bourdon Doux (Celestial)                       | 16′ |
| Viola (String)                                 | 16′ |
| Viola Céleste (String)                         | 16′ |
| Prestant                                       | 8′  |
| Bourdon                                        | 8′  |
| Viola Céleste II                               | 8′  |
| (Ext. String: Violo Céleste 16′)               |     |
| Bas de Choral                                  | 4′  |
| Mixture                                        | 2′  |
| Grand Harmoniques                              | 32′ |
| Contra Bombarde                                | 32′ |
| Bombarde                                       | 16′ |
| Contra Trompette (Celestial)                   | 16′ |
| Trumpet                                        | 8′  |
| Millennial Trumpet (Great)                     | 8′  |
| Clarion                                        | 4′  |

### Registrazioni
Frederick Swann ha registrato due CD suonando sull'organo della Crystal Cathedral: 
- Four Organ Masterworks  Masterworks Swann p/g-49049.htm vedi qui[collegamento interrotto]
- Hymns on the Crystal Cathedral Organ  at Crystal Cathedral Swann p/g-58519.htm vedi qui[collegamento interrotto]

Peter Baicchi ne ha inciso uno: 
- Organ Under Glass: The Crystal Cathedral Organ  CrystalCathedral Baicchi.htm vedi qui[collegamento interrotto]

Inoltre, è stato registrato un CD nel quale vi è il Coro della Crystal Cathedral accompagnato dall'organo, ovvero:  We Sing The Power .

## Nella cultura di massa
Una chiesa identica alla cattedrale di cristallo compare nell'episodio Amore rischioso, pathos focoso della nona stagione de I Simpson.